# Ahmose-Meritamón
Ahmose-Meritamón, reina de la dinastía XVIII egipcia, muy poco conocida.
Era la hermana y la Gran Esposa Real del segundo rey de esta dinastía, Amenhotep I y, por tanto, hija del faraón Amosis I y de la reina Ahmose-Nefertari. Parece ser que tenía algunas hermanas mayores, pero ninguna de ellas se casaría con su hermano debido a que murieron antes de que este asumiera el trono.
Ahmose-Meritamón ocupó el cargo de Esposa del dios y fue la eterna y silenciosa acompañante de su marido, pero, para desgracia suya, no pudo traer al mundo ningún vástago conocido que llegase a edad adulta y pudiera suceder a su padre. Quizás por ello Amenhotep "castigó" a su esposa a no aparecer en tantos documentos históricos, sorprendiendo a los egiptólogos que siempre esté junto al rey en vez de su mujer, su madre la gran reina Ahmose-Nefertari.
Por ello, a la muerte de Amenhotep I ocupó el trono Thutmose I, que bien podía ser un hijo del difunto con una esposa secundaria o bien descender por otra vía de la familia de Ahmose. Cuando murió la reina Ahmose-Meritamón (ignoramos si fue antes o después que su marido), fue enterrada en una tumba excavada al pie del acantilado de Deir el Bahari, dónde más tarde se edificará el templo conmemorativo de Hatshepsut, denominada TT358. Allí fue donde se encontró a principios del siglo XX, siendo su sarcófago doble de madera policromada uno de los más bellos de aquel olvidado lugar donde se encontró una momia intrusa posterior de una tal Nanny, princesa "hija del Rey" y "Cantora de Amón", de la posterior XXI dinastía.
Por más que muchas fuentes afirmen que Amenhotep I no estuvo casado con Ahmose-Meritamón, y que su gran esposa real era una tal Ahhotep II, esta información es incierta, pues no existe ninguna Ahhotep que viviese por aquel entonces en la familia real. Fue Ahmose-Meritamón la segunda reina de la XVIII Dinastía.
Giovanni Belzoni, cuando estaba trabajando en Karnak, en 1817, descubrió un fragmento con la parte superior de una gran estatua de Ahmose-Meritamón con peluca hathórica, en piedra caliza. La estatua se custodia en el British Museum.
|                         |   |        |    |   |   |   |
| \| \| \| \| \| \| \| \| |   |        |    |   |   |   |
|                         |   |        |    |   |   |   |
| iaH · F31s              | i | mn · n | mr | i | i | t |

| iaH · F31s | i | mn · n | mr | i | i | t |

|                         |   |        |    |   |   |   |
| \| \| \| \| \| \| \| \| |   |        |    |   |   |   |
|                         |   |        |    |   |   |   |
| iaH · F31s              | i | mn · n | mr | i | i | t |

| iaH · F31s | i | mn · n | mr | i | i | t |

|                         |   |        |    |   |   |   |
| \| \| \| \| \| \| \| \| |   |        |    |   |   |   |
|                         |   |        |    |   |   |   |
| iaH · F31s              | i | mn · n | mr | i | i | t |

| iaH · F31s | i | mn · n | mr | i | i | t |

|                         |   |        |    |   |   |   |
| \| \| \| \| \| \| \| \| |   |        |    |   |   |   |
|                         |   |        |    |   |   |   |
| iaH · F31s              | i | mn · n | mr | i | i | t |

| iaH · F31s | i | mn · n | mr | i | i | t |